# 아내들의 행진
"아내들의 행진"는 한국에서 제작된 임권택 감독의 1974년 영화이다. 김희라 등이 주연으로 출연하였고 김재연 등이 제작에 참여하였다.

## 출연

### 주연
- 김희라
- 윤미라
- 최남규
- 서영석

### 조연
- 박종설